# فرمان

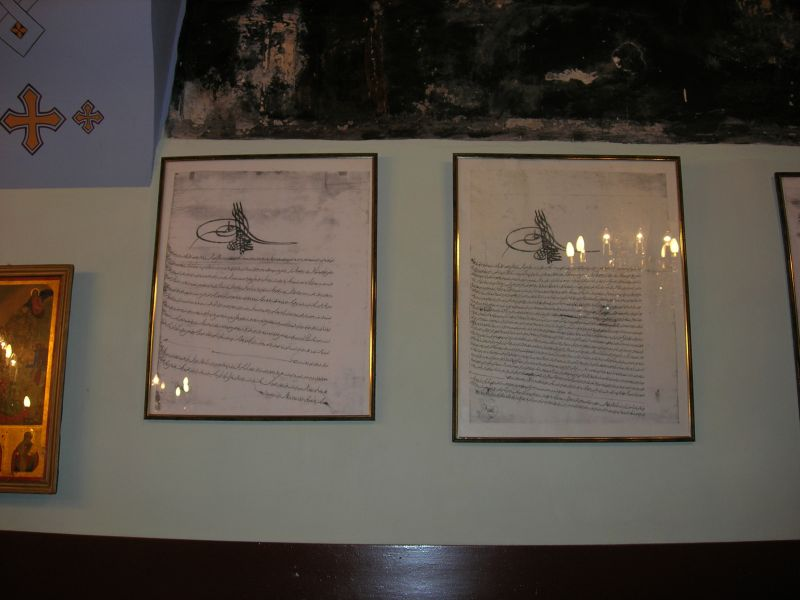
فرمانات عثمانية

فرمان : لفظ فارسي معناه «أمر أو حكم أو دستور موقع من السلطان». والفرمان العثماني هو قانون بأمر من السلطان العثماني نفسه وممهور بتوقيعه وهو نافذ من دون رجعة عنه. وكانت تدعى الأمور العالية للخديوي في مصر بالفرمان أيضا.
و نجدها عند الفردوسي: أمر، سلطة، إرادة، رغبة، سماح، وقديما كانت كلمة فرمان تعني وثيقة، وقد استعملها نظام الملك بشكل مواز لكلمة مثال لكي يدل على نوعين من الوثائق، الأول فرمان صدار عن الحاكم نفسه، والآخر مثال صادر عن سلطة أدنى.

## في الدولة العثمانية
و في الاستعمال التركي، كلمة فرمان، بفتح الفاء وتسكين الراء، تعني كل أمر أو منشور من السلطان العثماني، وبشكل أكثر تحديدأن مصطلح فرمان يطبق على كل مرسوم صادر عن السلطان، وعادة يتبع كلمة فرمان لدى استعمالها كلمات أخرى مثل، فرمان شريف، فرمان همايوني، فرمان رفيع، فرمان مطاع..إلخ. وفي فترة متأخرة من الحكم العثماني، كان المنشور الذي يصدره والي مصر يسمى «فرمان».

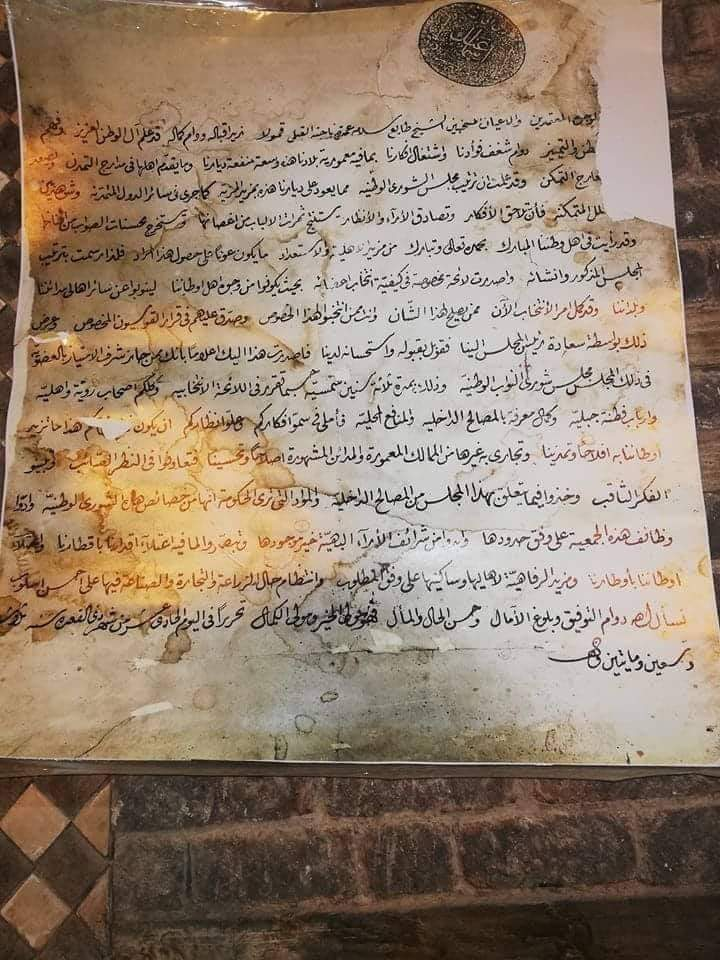
فرمان من الخديوي إسماعيل

كان الصدر الأعظم (رئيس الوزراء) في تركيا يصدر أيصا فرمانا فيما يتعلق بالمهمات العامة. كذلك كان الدفتردار يصدر فرمانا يتعلق بالأمور المالية، وكلك قاضي الشرع فيما يتعلق بالشريعة، هذه الفرمانات كانت تؤخذ في حالات عديدة بعد مناقشات لموضوع الفرمان في الديون الهمايوني أو في مجلس الصدر الأعظم، مع موافقة السلطان. وكانت معظم الفرمانات تحضر في الديوان الهمايوني (الملكي) الذي يقدم مشروع فرمان مصاغا ثم يصححه رئيس الكتاب وبشكل استثنائي السطان نفسه، وعلى النص النهائي توضع «الطغرة» (خاتم السلطان) يضعها أحد الوزراء وفي حالات استثنائية يضعها الصدر الأعظم (الوزير الأول) نفسه. وكانت الصلاحيات المعطاة لولاة المقاطعات الذين لهم مركز وزير قد تم إلغاؤها خلال حكم الصدر الأعظم مصطفى باشا ما بين 1638-1644. إلا أن الصدر الأعظم ونائبه في إسطمبول وبعض الوزراء عندما يكونون خارج اسطمبول، كانوا غالبا مزودين بأوراق بيضاء ممهورة بخاتم السلطان، وذلك لكي يستطيعوا إصدار الفرمانات بعيدا عن العاصمة إذا اقتضى الأمر. وكان الأشخاص الذين يصدر فرمان لصالحهم، مخولين بالحتفاظ به لإبرازه أما الجهة المعنية، كما كانوا مخولين بتسجيله لدى القاضي المحلي، لكي يستطيعوا إبرازه عندما يتم التعرض لحقوقهم التي يرعاها الفرمان المذكور. أما صيغة الفرمان التي لم تتغير على مدى قرون عديدة، فهي كالتالي: يبدأ النص بحمد الله، وتحت مساحة كبيرة نسبيا من الصفحة متروكة بيضاء، كعلامة للتقدير، يوضع خاتم السلطان. ويبدأ النص بعنوان يلحظ الوظيفة وغالبا الاسم ودرجة المرسل إليه مسبوقة بألقابه ومتبوعة بدعاء مختصر. والمرسل إليه هو في معظم الأحيان موظف لدى الحكومة في العاصمة أو في المناطق. ويوضع في نهاية الفرمان التاريخ الهجري. أما المحتوى فيقسم إلى قسمين: الأول يضم قرار السلطان بشكل أمر مختصر وعام، والثاني يعلن قرار السلطان إلى المرسل إليه مع شروحات وتفصيلات للقرار. وغالبا ما كان الفرمان يصاغ باللغة التركية وحتى القرن السادس عشر كان الفرمان يصاغ باللغة اليونانية والسلافية والعربية.
من ناحية الشكل كان الفرمان يكتب على أوراق طويلة وقليلة العرض، وبأسطر تصعد قليلا باتجاه الشمال.

## معرض صور

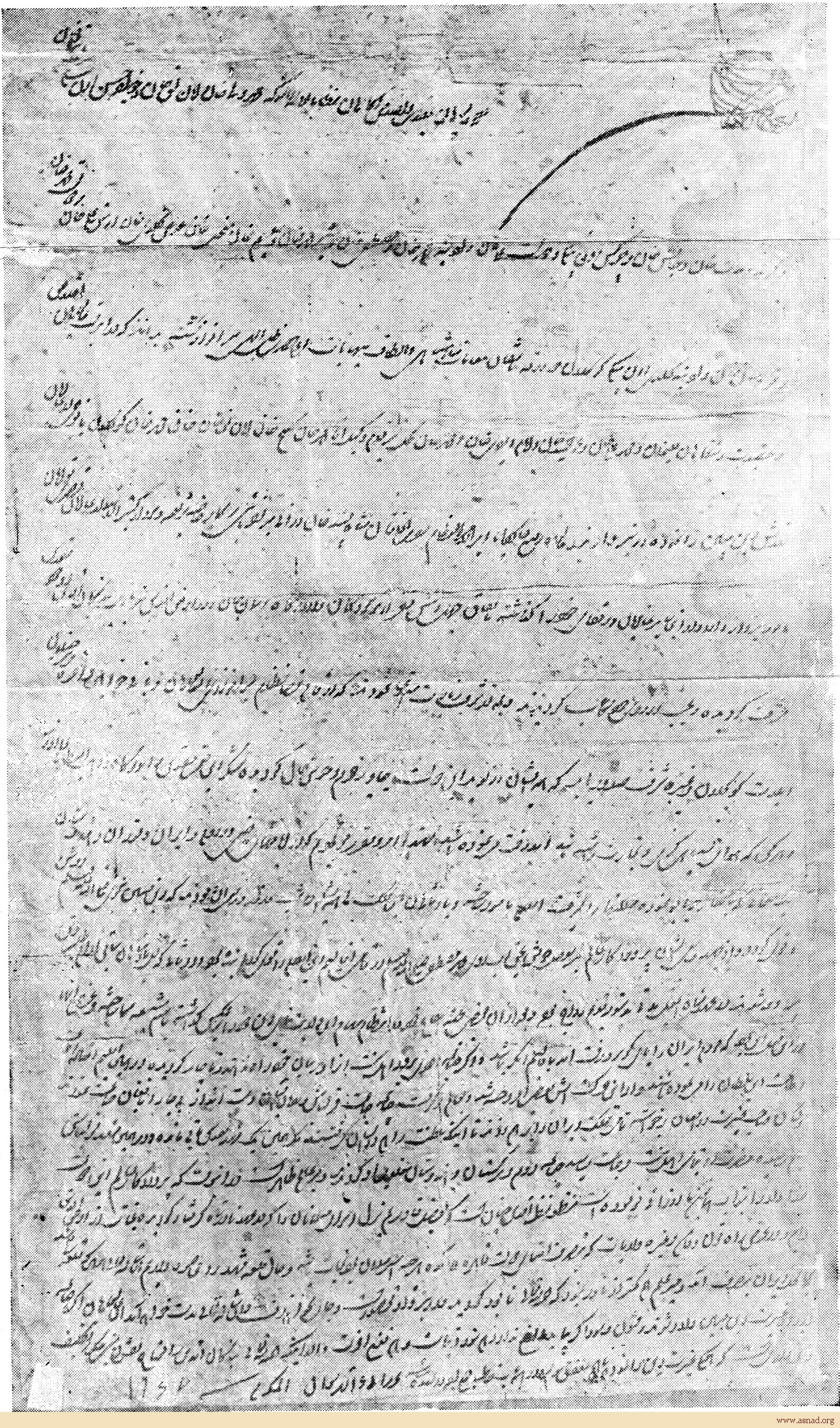
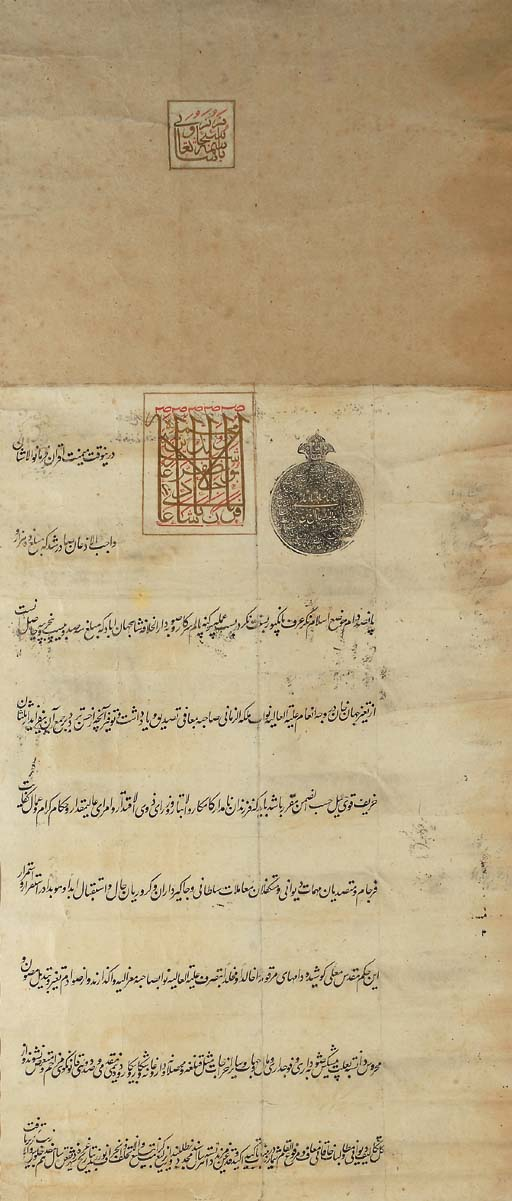
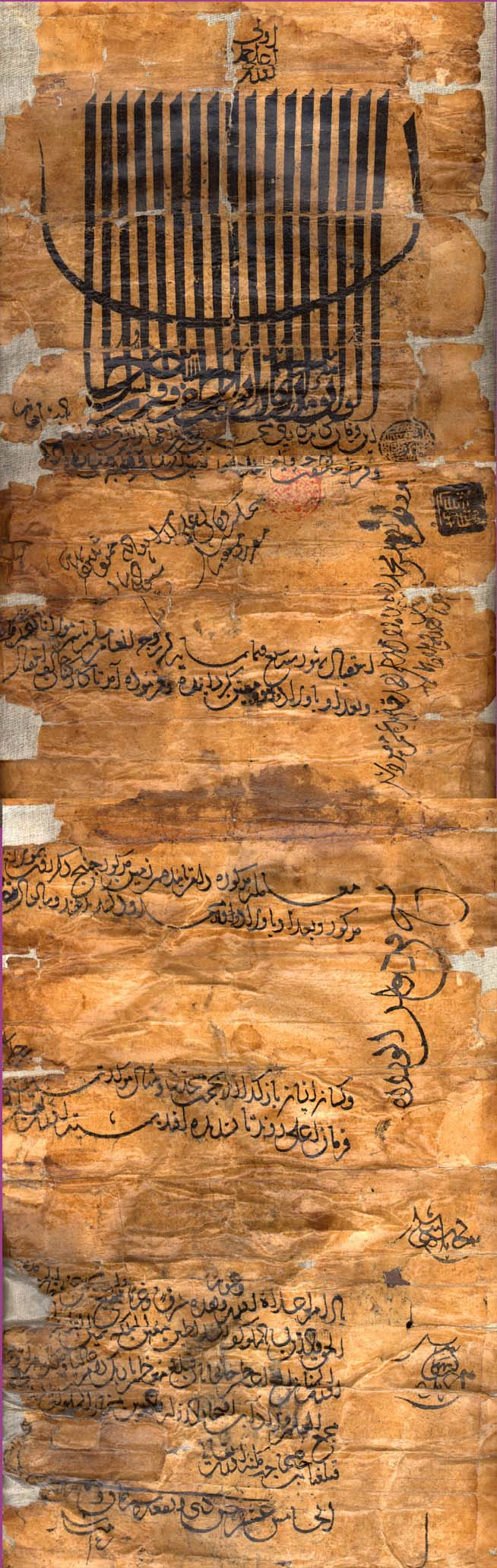
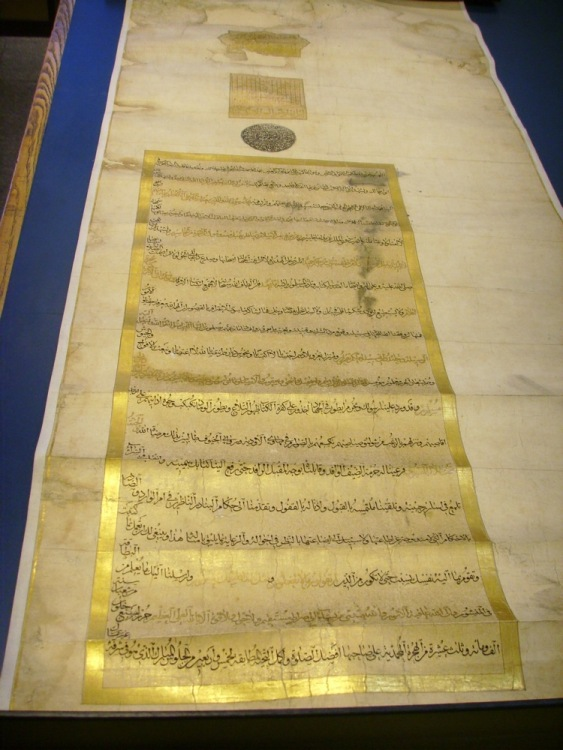